# Livonija
Livonija (tudi Livlandija in Eifland, latinsko Livonia, litovsko Līvõmō, estonsko Liivimaa, latvijsko Livonija, rusko Ливония, latinizirano: Liwonija, poljsko Inflanty) je ime za zgodovinsko pokrajino v Baltiku. Ime izhaja iz imena ugrofinskega naroda Livov, tesno sorodnega z Estonci in Finci.
"Livonija" v širšem pomenu je ime za ozemlja nekdanje Livonske konfederacije v livonskem mojstrstvu države Tevtonskega viteškega reda in s tem za celotno območje današnje Estonije in večji del današnje Latvije (brez Latgale).
"Livonija" v ožjem pomenu opisuje pokrajino na vzhodnem bregu Riškega zaliva severno od Rige do Čudskega jezera, kar ustreza ozemlju latvijske regije Vidzeme in južne polovice Estonije in s tem zgodovinskemu poselitvenemu območju Livoncev/Livov (če odštejemo majhno območje Kurlandije na severozahodnem bregu Riškega zaliva).
V začetku 20. stoletja je bilo na severozahodnem bregu Riškega zaliva še mogoče srečati ljudi, po katerih ime nosi pokrajina (v delih Kurlandije, zunaj Livonije v ožjem smislu). Dandanes so skoraj v celoti utonili v letonskem (latvijskem) narodu.

## Zgodovina

### Predzgodovina
Prva naselja na območju današnjih baltskih držav Litve, Latvije in Estonije segajo verjetno v čas prvega stoletja pred našim štetjem. Poleg baltskih plemen Kurdov, Semgalcev, Seloncev, Latgalcev in drugih so v bližini njihovih plemenskih območij živeli tudi ugrofinski Livi. Njih poselitveno območje je bilo okoli 1200 n. št. ob izlivu Dvine se je raztezal okoli današnje Rige in vzdolž obale Baltika proti severu in zahodu. Naseljeno območje je na jugu segalo do  današnje Estonije. Število prebivalcev livonskega izvora v tistih časih cenijo na 20.000.

### Srednji vek in zgodnji moderni čas

#### Nemška vladavina
V poznem srednjem veku je bila Livonija (Livland, takrat tudi Eifland) ime za današnjo Latvijo in Estonijo (sprva brez danskega dela v severni Estoniji). Območje si je v 13. stoletju podvrgel viteški red livonskih bratov meča pod vodstvom bremenskega škofa v Rigi Alberta I. von Buxhöven (in s tem področje kot teritorialno enoto šele ustvaril); red bratov meča je bil leta 1237 vključen v Tevtonski red kot Livonski red. Za razliko od Prusije je Tevtonski red v Livoniji – tudi po bitki pri Tannenbergu (1410) – uspel obdržati neodvisnost. Zasluge za to sta imela voditelja reda Johann Freytag von Loringhoven (1483–1494) in Wolterj von Plettenberg (1494–1535). Pod Plettenbergom, ki je kot nemški mojster sicer ostal katolik, je v Livoniji po 1524 dalje prevladovala reformacija, vendar  brez nasilja med katoličani in protestanti. Po padcu Altlivlanda leta 1561 je postalo jasno, da je protestantizem postal odločilna vez med Nemci, Estonci in Latvijci v deželi. Protestantski pastirji so izjemno prispevali k vse večjemu zbližanju svojih narodov, tudi kulturno. Kljub večkratnim spremembam državne pripadnosti - in to celo v času latvijske in estonske emancipacije – tega občutka pripadnosti nikoli ni bilo mogoče izkoreniniti.

#### Poljska, danska in švedska vladavina
Na Augsburškem rajhstagu leta 1530 je bila Livonija razglašena za del Svetega rimskega cesarstva – brez kakršnih koli praktičnih posledic. Leta 1558 se je Livonska vojna začela z invazijo ruskih čet; nekateri deli države so ostali zasedeni do leta 1582. Da bi Kurlandijo in Livonijo zaščitili pred rusko grožnjo, so se njuni viteški redovi kot njuno zastopstvo leta 1561 podredili poljski suverenosti: Kurlandija je postala – kot fevd Poljske – posvetno vojvodstvo Kurlandija in Semgalija pod vodstvom Gottharda Kettlerja, zadnjega livonskega deželnega mojstra Tevtonskega reda, ožja Livonija  pa je prešla neposredno v roke Litve in je v poznejši državi Poljska-Litva oblikovala nekakšen kondominij obeh delov države. Estonija in otok Ösel (Saaremaa), ki so ju prav tako zastopali njuni viteški redovi, sta se iz istega razloga podredila danski in švedski suverenosti. Zaradi te delitve na različna področja se je pomen imena Livonija zožil na območja severno od Daugave in jugozahodno od Čudskega jezera (jezero Pejpus).
Leta 1629 je večino Livonije osvojil Gustav II. Adolf in jo priključil Švedski kot provinco;  samo območje okoli Daugavpilsa – tako kot Kurlandija – je ostalo poljsko in se je imenovalo "Poljska Livonija" .

### Ruska baltska provinca 1721–1919
Leta 1721 je območje z osvojitvami Petra Velikega  padlo pod  Rusijo in je skupaj s tedanjo Estonijo (današnjim severnim delom Republike Estonije) in Kurlandijo (od leta 1795) ustanovilo eno od treh vladnih območij v Baltiku, ki jih je vsako zase samostojno upravljalo nemško-baltsko plemstvo. Cesarsko ruska guvernatura Livonija, ki je obstajal od 1721 do 1919, s prestolnico Rigo (ki je dotlej uživala določeno avtonomijo pod menjajočimi se vladarji) in univerzitetnim mestom Dorpat (Tartu) je približno zajemalo današnjo južno Estonijo (z Dorpatom) in severovzhodno Latvijo do Daugave. Latvijski del tega na gozdovih bogatega območja je (pod lokalnim imenom Vidzeme) ena od štirih zgodovinskih pokrajin te države. Obsega območje okoli Valmiera (Wolmar), Sigulda (Segewold) in Cēsis (Wenden), kot tudi okoli reke Gauja (Livonsko Aa).
Del Livonije, ki je ostal na Poljskem, je v Rusko cesarstvo prešlo šele leta 1772 med prvo poljsko delit in postalo del guvernature Vitebsk. Območje je postalo leta 1919 del Latvije, kjer je dobilo krajinsko ime Latgale (lett. Lavijotgale ).
Med velikimi posestniki in v mestni buržoaziji Livonije (in s tem tudi duhovščini in izobraževalnem sistemu) je večinoma prevladovala nemščina.

### Po prvi svetovni vojni
Ker Livonija ni imela narodnostno enotnega prebivalstva, ampak so jo naseljevali Estonci in Latvijci, je bila leta 1918 razdeljena med Estonijo in Latvijo. Regija, ki je prišla v Estonijo, tam nima svojega imena, del, ki je pripadel Latviji, pa se imenuje Vidzeme (prevedljivo kot Centralna planota) – kar je zadnje čase dodatno zožitev pomenov,  ker sta Livonija in Vidzeme so zelo pogosto enačeni.

## Srednjeveška mesta na ozemlju Livonske konfederacije
Okoli leta 1561 so obstajala naslednja mesta (leto mestne zakonodaje):

### Svobodno mesto Riga
- Riga, latvijsko: Rīga (1201) – prvo in največje mesto Livonije, svobodno mesto Hanse in sedež nadškofa in deželnega mojstra

### Območje reda
- Wenden Cēsis (1224) – sedež deželnega mojstra
- Reval Talin (1248) – eno izmed treh največjih mest v Livoniji
- Pernau Parnu (1265)
- Fellin Viljandi (1283)
- Weissenstein Paide (1291)
- Wesenberg Rakvere (1302)
- Wolmar Valmiera (1323)
- Narva Narva (1345)
- Goldingen Kuldīga (1347)
- Mitau Jelgava (1376)
- Windau Ventspils (1378)

### Riška nadškofija
- Kockenhausen Koknese (1277)
- Roop Straupe (1325)
- Lemsal Limbaži (1368)

### Kneževina Dorpat
- Dorpat Tartu (1230), eno treh največjih mest Livonije

### Kneževina Oesel-Wiek
- Hapsal Haapsalu (1279)

### Kneževina Kurlandija
- Puran Hasenpoth Aiz (1378)
- Pilten Piltene (1557)

## Sodobna mesta

### V sedanjem latvijskem delu
| - Rīga (Riga) - Aizkraukle (Ascheraden) - Ainaži (Haynasch) - Aloja (Allendorf) - Ape (Hoppenhof) - Alūksne (Marienburg) - Cēsis (Wenden) - Cesvaine (Seßwegen) - Gulbene (Schwanenburg) - Koknese (Kokenhusen) - Ķegums (Keggum) - Lielvārde (Lenneward) - Līgatne (Ligat) - Limbaži (Lemsal) - Lubāna (Luban) - Madona (Madohn) | - Mazsalaca (Salisburg) - Ogre (Oger) - Pļaviņas (Stockmannshof) - Rūjiena (Rujen) - Salacgrīva (Salismünde) - Salaspils (Kirchholm) - Saulkrasti (Neubad) - Seda (Sedde) - Sigulda (Segewold) - Smiltene (Smilten) - Staicele (Staizel) - Straupe (Roop) - Strenči (Stackeln) - Valka (Walk) (estnisch: Valga) - Valmiera (Wolmar) - Vangaži (Wangasch) |

### V današnjem estonskem delu
| - Tartu (Dorpat) - Parnu (Pernau) - Põlva, (Pölwe) med Võrujem in Tartujem | - Valga (sprehod) (latvijsko: Valka ) - Viljandi (Fellin) - Võru (Werro) |